# Café Capua
Das Café Capua in 1010 Wien, Johannesgasse 3, war ein bekanntes Konzertcafé der Zwischenkriegszeit. Es wurde 1913 von Adolf Loos eingerichtet. 1931 wurde es in Café de Paris umbenannt. Nach 1945 diente es US-Offizieren als Militärcasino. 1950 zerstörte ein Feuer Teile des Lokals. Ein Teil bestand als Espresso weiter bis in die 1970er Jahre.

## Entstehung
Das Café wurde 1913 vom bekannten Architekten Adolf Loos eingerichtet. Es gab Marmorverkleidungen an den Wänden, einen griechischen Wandfries unterhalb der Decke, Thonet-Sessel und Marmortischchen. An der Rückwand war eine große spiegelverkleidete Bar. Zu rechter Hand war das Podium für Musikkapellen und Unterhaltungsprogramm. Von der Einrichtung existieren Fotos. Peter Altenberg als enger Freund von Loos hielt sich oft im Café Capua auf und schrieb den Prosatext Café Capua (Gespräch mit einer süßen Amerikanerin), der 1915 in dem Band Fechsung im S. Fischer-Verlag Berlin veröffentlicht wurde.

## Geschichte
Ab den 1920er Jahren fand allabendlich ein Unterhaltungsprogramm statt, das wöchentlich wechselte. Tänzer, Kabarettisten, Opern- und Operettensänger, Kunstpfeifer und Schauspieler traten dort auf. Einer der Conferenciers war beispielsweise der Kabarettist Erwin Engel (* 18. Juni 1881), der damals in der Szene sehr geschätzt war. Weitere dort auftretende Künstler waren: Boris Julioff, Gusti Edler, Ferry Feretty, Grete Ducheck, Ludwig Grünwald, Anni Andorffi, Hermann Leopoldi, Orloff Donkosaken Quartett, Nana Jwanova, Capua Jazz-Band.
1928 ging der Betreiber des Cafés, eine offene Handelsgesellschaft von mehreren Gesellschaftern, in Konkurs. Vermutlich 1927 erstattete die Gemeinde Wien Anzeige wegen Steuerhinterziehung und verlangte eine Strafe von 53.246.32 Schilling, die gerichtlich eingetrieben werden sollte. Um dieser zu entgehen, versuchte einer der Gesellschafter, das Café absichtlich in Konkurs zu führen. In dieser Situation wurde Jänner 1928 der Wiener Cafetier Otto Pollak zum einstweiligen Verwalter bestimmt. Er führte das Café ein Jahr lang.
1931 wurde das Café Capua in „Café de Paris“ umbenannt. Nach dem Zweiten Weltkrieg diente es amerikanischen Offizieren als Casino. 1950 brach ein Feuer aus, das Teile des Lokals und der Einrichtung zerstörte. Ein Teil des Lokals wurde unter dem bisherigen Namen bis in die 1970er Jahre als Espresso weitergeführt.

## Einrichtung
In Auktionen sowie im Internet tauchen immer wieder Einrichtungsgegenstände aus dem Café Capua auf. So wurden im Dorotheum in Prag 2014 sechs hellbraune Thonet-Sessel aus dem Café Capua versteigert. Kleiderständer oder Kleiderhaken aus Metall werden zum Kauf angeboten.